# Деркач, Николай Петрович
Николай Петрович Деркач (19 сентября 1929 года, село Александровка, Азовский район, Ростовская область — 24 февраля 1996 года, город Балаково, Балаковский район, Саратовская область) — бригадир комплексной бригады монтажников управления «Саратовгэсстрой», сварщик. Герой Социалистического Труда (1971), награждён двумя орденами Ленина (1958, 1971), Орден Октябрьской Революции (1974), медалью «За доблестный труд. В ознаменование 100-летия со дня рождения В. И. Ленина» и другими медалями. Почётный гражданин города Балаково (1977) и почётный гражданин Балаковского района (1977), член КПСС.

## Биография
Родился Николай Петрович 19 сентября 1929 года в селе Александровка Азовского района. Когда началась Великая Отечественная война Николаю Деркачу было двенадцать лет, работать начал в возрасте четырнадцати лет, в 1943 году был сначала помощником, затем трактористом-комбайнером машинно-тракторной станции.
Служил в Советской армии. Из армии пришёл в 1953 году и работал на строительстве Волго-Донского канала, Куйбышевской гидроэлектростанции. Затем с 1957 года участвовал в строительстве Саратовской гидроэлектростанции в должности электросварщика железобетонных конструкций, с 1959 года Николай Петрович был бригадиром бригады монтажников управления «Промстрой» управления «Саратовгэсстрой».
За высокие результаты, достигнутые при выполнении заданий пятилетнего плана по развитию энергетики страны в 1971 году Николай Петрович Деркач был удостоен звания Героя Социалистического Труда с вручением ордена Ленина и золотой медали «Серп и Молот».
Комплексная бригада строителей, руководимая Николаем Петровичем Деркачём является активным участником в строительстве ТЭЦ-4, Балаковского комбината химического волокна, химического завода, завода резинотехнических изделий, Саратовского оросительно-обводнительного канала, с 1979 года — работала на строительстве Балаковской атомной электростанции.
Его бригада выполнила план девятой пятилетки за четыре года и четыре месяца.
Николай Петрович — наставник молодёжи, рационализатор, экономический эффект от внедрения рационализаторских предложений составил двадцать три тысячи рублей.
Николай Петрович Деркач — делегат XXIV съезда КПСС, XVI съезда профсоюзов СССР, член Саратовского обкома КПСС, почётный гражданин города Балаково и почётный гражданин Балаковского района (1977), награждён орденами и медалями.
Умер Н. П. Деркач 24 февраля 1996 года.

## Награды
- Ордена Ленина (1958, 1971);
- Медаль «Серп и Молот» (1971);
- Орден Октябрьской Революции (1974);
- Медаль «За доблестный труд. В ознаменование 100-летия со дня рождения В. И. Ленина»;
- другие медали.

## Звания
- Герой Социалистического Труда (1971);
- Почётный гражданин города Балаково (1977);
- Почётный гражданин Балаковского района (1977).